# Kurort

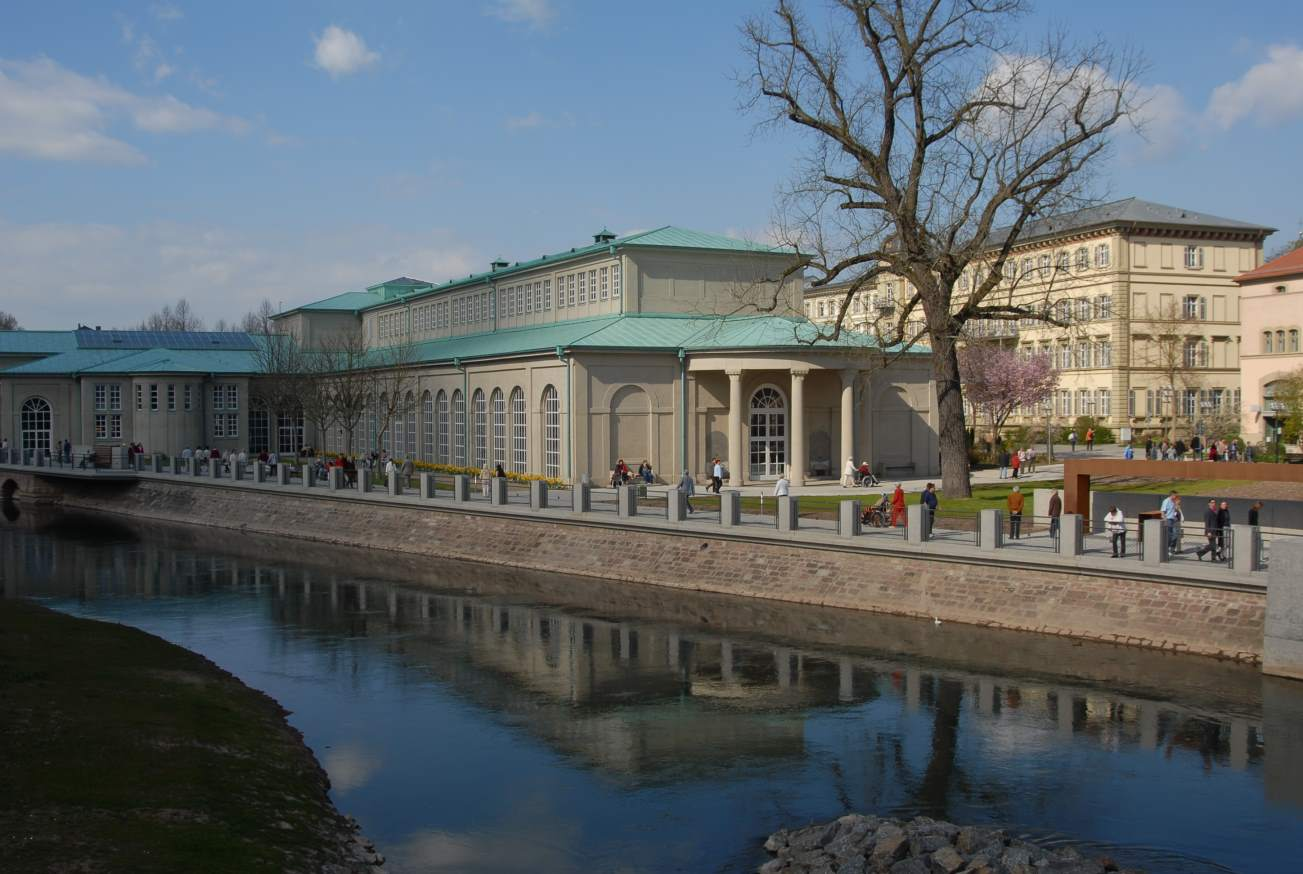
Bad Kissingen, Staatsbad und einstiges Weltbad, mit Fränkischer Saale und Europas größter Wandelhalle, rechts Hotel Kaiserhof Victoria

Als Kurort werden Gemeinden oder Gemeindeteile bezeichnet, denen aufgrund ihrer besonderen Eignung für eine medizinische Therapie (zum Beispiel im Rahmen einer Kur) ein entsprechendes Prädikat verliehen wurde.  

## Deutschland

### Standards für Kurorte in Deutschland
Kurorte in Deutschland sind Kompetenzzentren, die mit den ortstypischen Heilmitteln und Heilverfahren in der Kurortmedizin Patienten und Gäste kompetent begleiten, damit diese gesund bleiben oder gesund werden. Die medizinische Kurortbehandlung dient der Vorbeugung von Krankheiten (Prävention), der Nachsorge (Rehabilitation), der Linderung und der Heilung bei der Behandlung von chronischen Erkrankungen und den sogenannten Zivilisationskrankheiten. Prägend für einen Kurort ist die Anwendung natürlicher Heilmittel des Klimas (Heilklima) und die Anwendung natürlicher Heilverfahren im Therapiesystem in den Verfahren nach Schroth, Felke oder Kneipp. Diese therapeutischen Ansätze sind wissenschaftlich geprüft; ihre wissenschaftliche Evidenz wird laufend evaluiert. Grundlage für die hohe Qualität und Vergleichbarkeit der Angebote in den Kurorten sind (analog zu den Heilbädern) sogenannte Begriffsbestimmungen (Definition von Qualitätsnormen). Sie dienen in ihrer Außenwirkung dem fairen Wettbewerb der Kurorte untereinander und sind Basis der von den Bundesländern regelmäßig durchgeführten Zertifizierungen (Prädikatisierungen).   
Orte, in denen Wasserkuren (Badekur oder Trinkkur) praktiziert werden, bezeichnet man als Heilbäder oder Kurbäder. Orte an der Küste werden als Seeheilbäder oder Seebäder bezeichnet. 
Aufgrund von Luftgüte können Orte auch als Luftkurorte ausgezeichnet werden.
Kurorte sind weltweit ein bedeutender Wirtschaftsfaktor. Allein in Deutschland erwirtschaften rund 400.000 direkt und indirekt in Kurorten Beschäftigte einen jährlichen Umsatz von über 30 Milliarden Euro (2013).

## Geschichte

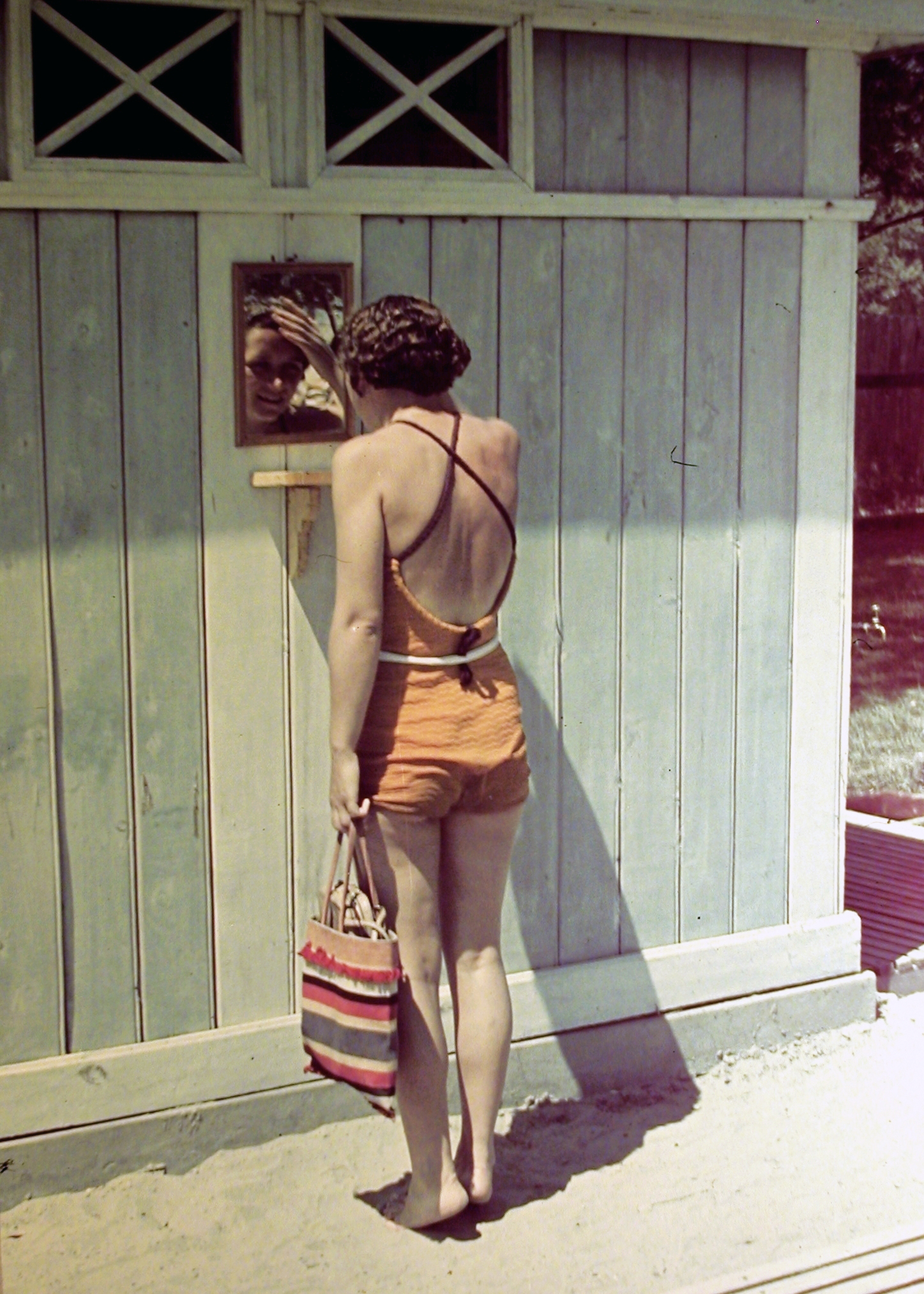
Kurort, Ungarn, 1939

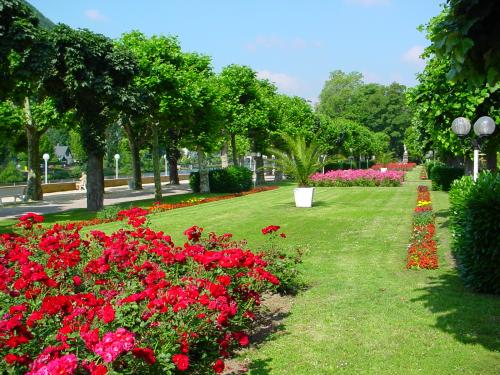
Kurpark in Bad Ems

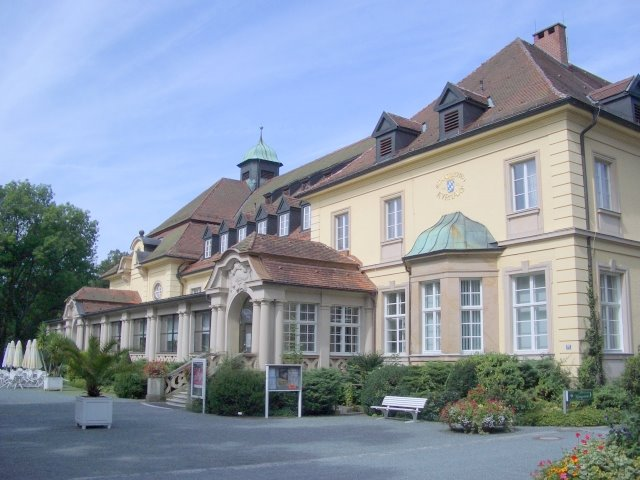
Kurhaus Bad Steben von 1911

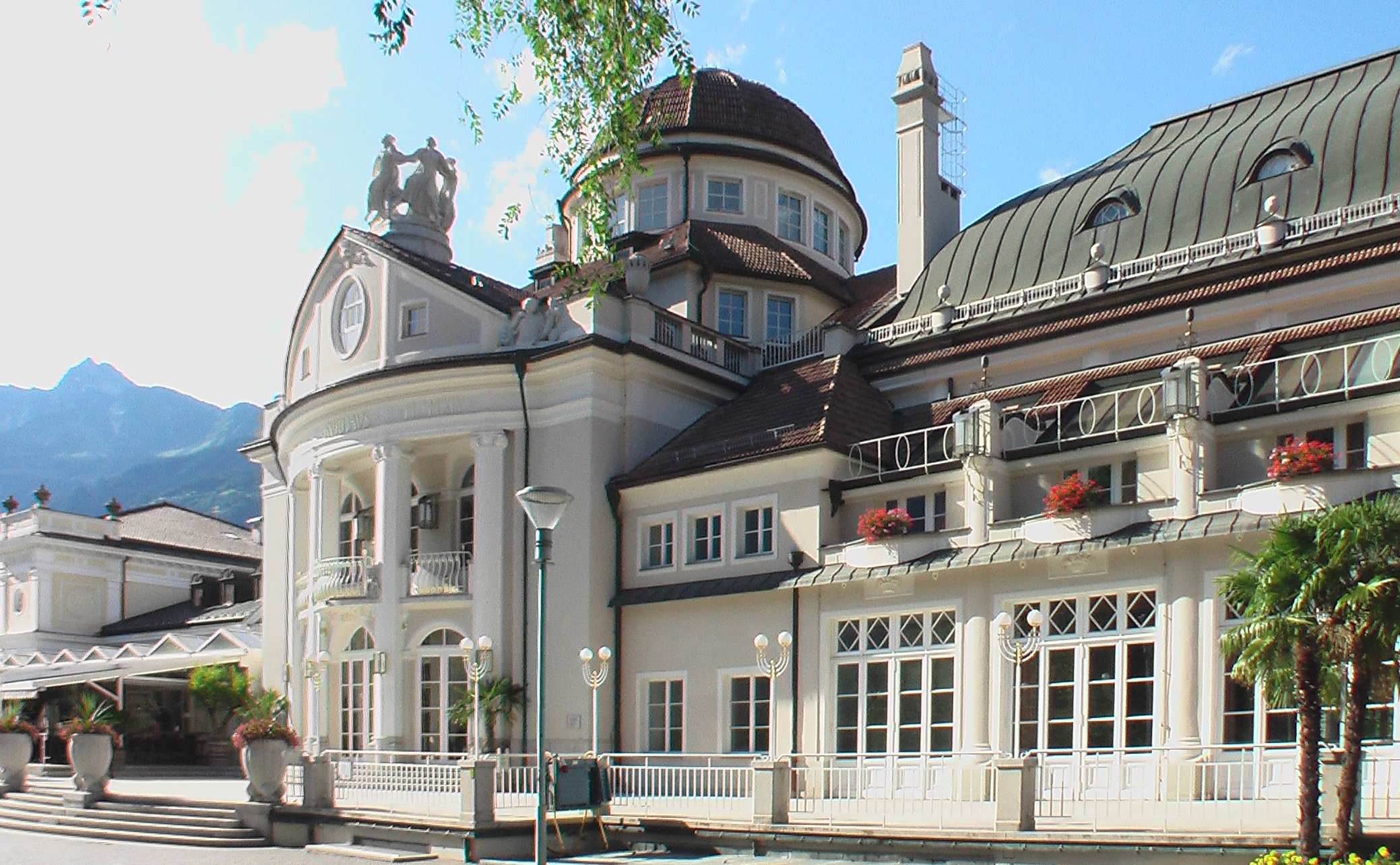
Kurhaus Meran von 1914

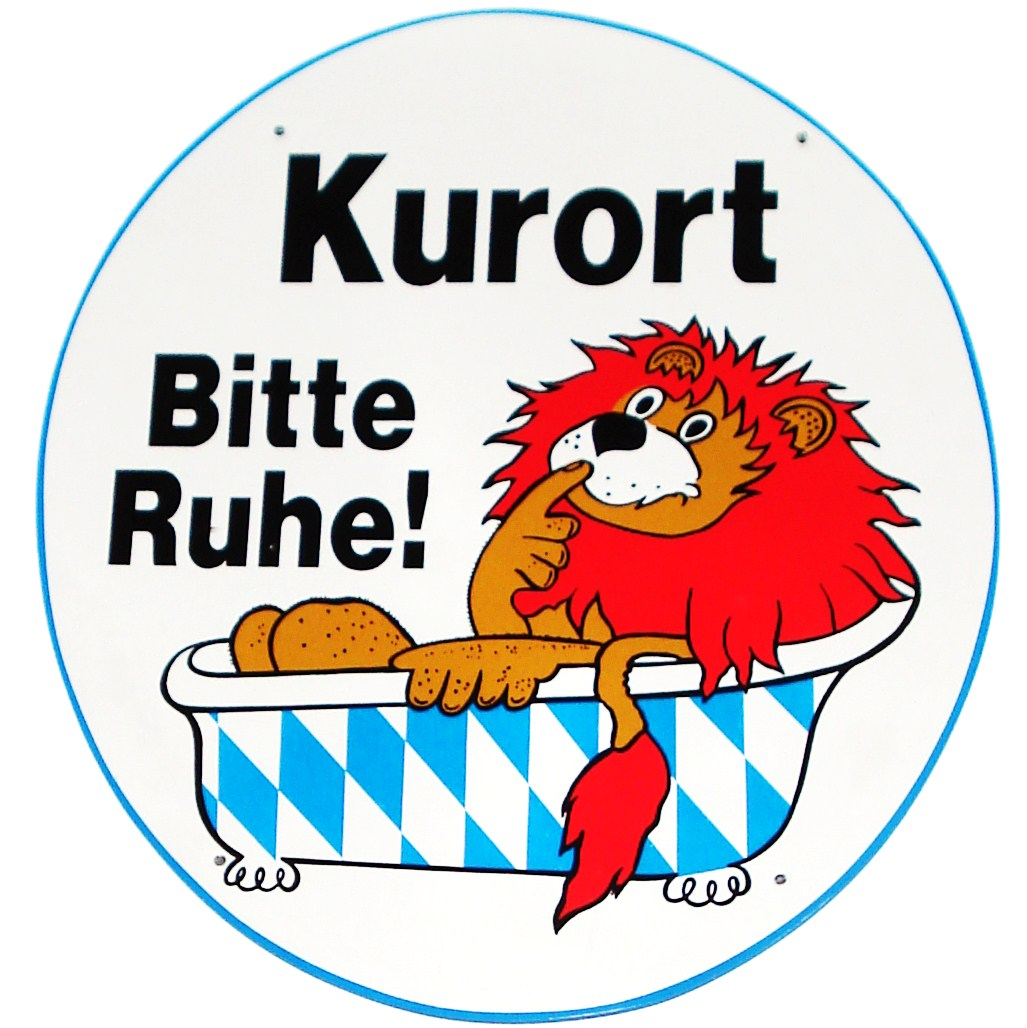
„Kurort – Bitte Ruhe!“
(Bayerischer Löwe in weiß-blauer Badewanne)

Heiße Dämpfe, Mineral- und Thermalquellen zu therapeutischen Zwecken wurden schon von den Römern verbreitet genutzt, die Heilbäder anlegten, u. a. Aquae Sulis (heute: Bath), Aquae Arnementiae (heute: Buxton), Aquae Granni (heute: Aachen), Aquae Mattiacorum (heute: Wiesbaden), Aquae (heute: Baden-Baden), Aquae Helveticae (heute: Baden AG), Aquae Cutiliae (heute: Terme di Cotilia).
1581 erschien das balneologische Werk Neuw Wasserschatz des Botanikers und Mediziners Tabernaemontanus, der deshalb als Begründer deutscher Kurorte wie Bad Schwalbach gilt. 1632 veröffentlichte Johann Nopp in Aachen frühe medizinische Baderegeln in seinem Werk Aacher Chronick, das ist eine kurtze, historische Beschreibung aller gedenckwürdiger Antiquitäten und Geschichten, sampt zugefügten Privilegien und Statuten.
Die ersten modernen Bade- oder Kurorte entstanden im 18. Jahrhundert im belgischen Spa und in England für die Ober- und Mittelschicht. Maßgeblichen Einfluss auf die britische Badekultur hatte der Mediziner Richard Russell (1687–1759), der sich intensiv mit der gesundheitsfördernden Wirkung von Meerwasser befasste und einer der Pioniere der Thalassotherapie war. Beispiele aus dieser Zeit sind Bath, Brighton, Buxton und Harrogate.
Ab dem 19. Jahrhundert übertrug sich diese Entwicklung auch auf das europäische Festland. Baden-Baden, Bad Kissingen, die mecklenburgischen Ostseebäder wie Heiligendamm, die böhmischen Kurorte Karlsbad, Kyselka und Marienbad, die nassauischen Kurorte Wiesbaden, Schlangenbad, Bad Schwalbach und Bad Ems (vgl. Bäderstraße Taunus) oder die österreichischen Kurorte (Baden), Bad Ischl, Meran oder Bad Gastein entwickelten sich bald zum Treffpunkt der gehobenen Gesellschaft. Auch in Russland entstanden im 19. Jahrhundert Kurbäder, berühmtes Beispiel ist Sotschi.
In Japan wurden schon in frühester Zeit die heißen Quellen (Onsen) zum Baden benutzt; nach der Öffnung des Landes im 19. Jahrhundert wurden in einigen Orten mit diesen Quellen nach westlichem Vorbild Kurorte eingerichtet, die heute beliebte Touristenziele sind, etwa Beppu.

## Weltbad
Für die im 19. und frühen 20. Jahrhundert international führenden historischen Mode- und Kurbäder bürgerte sich der Begriff „Weltbad“ ein. Sie unterscheiden sich von anderen Kurorten vor allem durch folgende Kriterien:
- Vergnügungsangebote: Das gesellschaftliche Leben in einem Weltbad ist mindestens genauso wichtig wie die medizinische Kur, wenn nicht bedeutsamer. Ein Weltbad bot dem Kurgast vielfältige Möglichkeiten, seine Freizeit zu verbringen, so zu Bewegung und Sport, Ausflügen in die Umgebung, Theater und Konzert, Bibliothek und Spiel.
- Gäste: Das Weltbad war attraktiv für Gäste aus allen bewohnten Kontinenten. Besondere Aufmerksamkeit genossen prominente Besucher, die weitere Besucher, vor allem aus Adel und gehobenem Bürgertum, anzogen. Über Standesgrenzen hinweg interagierten unterschiedliche wohlhabende Bevölkerungsgruppen in kosmopolitischer, informeller Atmosphäre, was zu Geschäftsanbahnungen und diplomatischen Verhandlungen genutzt wurde.
- Architektur: Es gibt Kur-, Villen- und Versorgungsviertel, Gärten und Parks mit fließendem Übergang in die umgebende Landschaft.
- Infrastruktur und Versorgung: Ein Weltbad bot trotz der geringen Zahl an Einwohnern den Gästen allen zeitgenössischen Komfort, der damals noch nicht einmal in allen Großstädten üblich war. Dazu gehören guter Verkehrsanschluss, Kommunikationsmöglichkeiten (wie Telegrafie und Telefon auf dem jeweils neuesten Stand), luxuriöses Warenangebot, differenzierte Hotellerie und Gastronomie sowie modernste Technologie beispielsweise hinsichtlich der Energieversorgung oder der Wasserver- und Abwasserentsorgung.[3][4]

Elf dieser traditionellen Kurbäder sind 2021 unter dem Namen Great Spa Towns of Europe (englisch für: „Bedeutende Kurstädte Europas“) in die Liste des UNESCO-Welterbes aufgenommen worden, darunter die deutschen Kurstädte Baden-Baden, Bad Ems und Bad Kissingen.

## Arten von Kurorten
In Deutschland werden die folgenden Prädikate vergeben:
- Heilbad (z. B. Seeheilbad, Mineral-Heilbad, Moorheilbad, Peloid-Heilbad, Thermalheilbad)
- Ort mit Heilquellen-Kurbetrieb, Heilstollen-Kurbetrieb, Peloid-Kurbetrieb oder Sole-Kurbetrieb
- Heilklimatischer Kurort
- Kneippkurort (auch Kneipp-Kurort)
- Seebad
- Luftkurort

Erholungsorte, Küstenbadeorte und Fremdenverkehrsgemeinden sind keine Kurorte, werden aber ebenfalls staatlich anerkannt.

## Anerkennung
In Deutschland erfolgt die Anerkennung als Kurort (auch „Prädikatisierung“) durch das zuständige Ministerium des jeweiligen Bundeslandes. Grundlage ist regelmäßig ein Gesetz („Kurortegesetz“) oder (in Bayern, Niedersachsen, Sachsen-Anhalt und Schleswig-Holstein) eine Verordnung, ggf. ergänzt durch Erlasse. Anerkennungsgrundlagen existieren in allen deutschen Flächenländern. Die Anerkennung kann sich auf eine Gemeinde oder einen Gemeindeteil beziehen.
Alle Flächenländer beziehen die Begriffsbestimmungen – Qualitätsstandards für die Prädikatisierung von Kurorten, Erholungsorten und Heilbrunnen des Deutschen Heilbäderverbandes e. V. und des Deutschen Tourismusverbandes e. V., also von Interessenverbänden, implizit oder explizit in die Prädikatisierung ein. Diese Qualitätsstandard stellen eine Klammer des föderal gegliederten Kur- und Bäderwesens dar und sollen länderübergreifend für eine einheitlich hohe Qualität der Kurorte, Erholungsorte und Heilbrunnen in Deutschland sorgen. 
Der Status als staatlich anerkannter Kurort oder staatlich anerkannter Erholungsort ist die Voraussetzung für die Erhebung von Kurabgaben (Kurtaxe) und Fremdenverkehrsabgabe.

## Kurmittel und Kurortmedizin
Die therapeutischen Maßnahmen bei einer Kur, zum Beispiel Bäder, Massagen oder Inhalationen, werden als Kurmittel bezeichnet. Viele Kurorte, in denen die Kurmittel in Kuranstalten oder auch Kurhotels angeboten werden, unterhalten zudem ein eigenes Kurmittelhaus. Diese Häuser werden bzw. wurden in der Regel durch die Kommunen oder die Länder betrieben, um Kurmittel kontrolliert anzuwenden und einen entsprechenden Standard vor Ort zu etablieren. Ein Beispiel dafür ist das Kurmittelhaus in Bad Reichenhall, das 1928 errichtet wurde und bis heute existiert.
Kurorte sind Kompetenzzentren sowohl im Bereich der ärztlichen als auch der therapeutischen Versorgung. So verfügen die Kurärzte zusätzlich zu der üblichen medizinischen Ausbildung über eingehende Kenntnisse der örtlichen Naturheilverfahren (ortstypische Heilmittel) und haben entsprechende Erfahrung mit diesen Anwendungen. Die Therapeuten sind in der Regel spezialisiert. So lassen sich bei den Kuraufenthalten unter Umständen größere Heilerfolge erzielen als am Wohnort. Zudem ist die kurörtliche Infrastruktur meist so angelegt, dass der Gast viel für seine Gesundheit tun kann.

## Österreich
Die Anerkennung als Kurort, Heilklimatischer Kurort und Luftkurort erfolgt in Österreich durch die jeweils zuständige Behörde auf Grund des im jeweiligen Bundesland geltenden Landesgesetzes.